# Detlef Stronk
Detlef Stronk (* 17. Januar 1945 in Alt-Sellin, Landkreis Greifenberg in Pommern) ist ein ehemaliger deutscher Politiker (CDU), Manager, Honorarprofessor und Buchautor.

## Biografie
Stronk wuchs in Lohhof in Unterschleißheim in Bayern auf. In München besuchte er das Gymnasium, den Wehrdienst absolvierte er in Bad Reichenhall. Stronk studierte Jura und Politikwissenschaft in München und Bonn. Er ist Volljurist und Doktor der Rechte.
1968 trat Stronk in die CDU ein. Anfang der 70er Jahre war er stellvertretender Bundesvorsitzender des Rings Christlich-Demokratischer Studenten. 1976 wurde er Wissenschaftlicher Mitarbeiter im Deutschen Bundestag. Nach Umzug nach Berlin wurde er 1981 Senatsdirektor (Staatssekretär) für Wirtschaft und Verkehr im Senat des neuen Regierenden Bürgermeisters Richard von Weizsäcker.
Von 1985 bis 1989 war er als Staatssekretär Chef der Senatskanzlei Berlin unter dem Regierenden Bürgermeister Eberhard Diepgen.
Nach den Wahlen zum Abgeordnetenhaus 1989, bei der die CDU unter ihrem Spitzenkandidaten Eberhard Diepgen eine schwere Niederlage erlitt, wechselte Stronk von der Politik in die Wirtschaft. Zunächst war er Personalchef, ab 1990 Vorstandsmitglied der Herlitz AG. Ab 1995 war er im vierköpfigen Holding-Vorstand in Personalunion auch für die Herlitz-Töchter Herlitz Falkenhöh AG (1995–1996) und Herlitz International Trading AG (1997–1998) – jeweils als Vorstandsvorsitzender – zuständig.
1998 wurde Stronk stellvertretender Vorsitzender der WIV Wein International Vertrieb GmbH (ehemalige Pieroth-Gruppe), bevor er von 2001 bis 2010 Vorsitzender der Geschäftsführung der ZukunftsAgentur Brandenburg GmbH war.
Seit 2009 ist Stronk Honorarprofessor an der Technischen Hochschule Brandenburg.
Stronk ist stellvertretender Vorsitzender des Redaktionsbeirates der Radio B2 GmbH.

## Privates
Stronk lebt mit seiner Frau, der Rechtsanwältin Adelaide Stronk, in Berlin. Aus der Ehe gingen drei Kinder hervor, u. a. die Kinderbuchautorin Cally Stronk.
Detlef Stronk ist ein leidenschaftlicher Tennis- und Golfspieler.

## Veröffentlichungen
- Gleichgewicht und Volkssouveränität. Eine Untersuchung an Hand der Parlamentarismustheorie Robert Redslobs. Eichholz-Verlag, Bonn 1976, ISBN 3-87198-063-3 (Diss. Univ. Bonn 1975/76).
- Berlin in den achtziger Jahren. Berlin Story Verlag, 2009, ISBN 3-86855-024-0.
- Sven Dohrow, Detlef Stronk: Großes Golf – der Moderne Schwung, Heel Verlag, Königswinter 2014, ISBN 978-3-86852-898-5.
- Großes Golf spielen und trainieren. Heel Verlag, Königswinter 2018, ISBN 978-3-95843-699-2.
- Golfschwung DNA. Schalte Deinen Schwung auf Autopilot Golfstun.de, Berlin 2023, ISBN 978-3-9819631-4-4.